# Oplonia acuminata
Oplonia acuminata är en akantusväxtart som beskrevs av William Thomas Stearn. Oplonia acuminata ingår i släktet Oplonia och familjen akantusväxter. Inga underarter finns listade i Catalogue of Life.